# Землетрясение к югу от Редлендс (2010)
Землетрясение магнитудой 3,8 произошло 13 февраля 2010 года в 21:39:06 (UTC) в 8 км к югу от Редлендс (штат Калифорния, США). Гипоцентр землетрясения находился на глубине 8,0 километров. Землетрясение ощущалось в Лома-Линде, Сан-Бернардино, Аделанто, Калимесе, Колтоне, Короне, Гранд-Террасе, Хайленде, базе Марч, Менифи, Ментоне, Майра-Ломе, Морено-Валли, Марриете, Перрисе, Редлендс, Риверсайде, Сан-Сити, Юкайпе. Землетрясение ощущалось от Апл-Валли до Чула-Висты и от Индио до Санта-Моники.

## Тектонические условия региона
Землетрясение произошло в разломе Сан-Хасинто. Сан-Хасинто — правосторонний сдвиговый разлом, который проходит через округа Сан-Бернардино, Риверсайд, Сан-Диего и Империал в Южной Калифорнии. Сан-Хасинто является компонентом более крупной системы разломов Сан-Андреас и считается самой сейсмически активной зоной разломов в этом районе. Оба разлома возникли в зонен взаимодействия Тихоокеанской и Североамериканской тектоническими плитами. Разлом Сан-Хасинто и сам состоит из множества отдельных сегментов, некоторые из которых были индивидуализированы только в 1980-х годах, но активная тектоническая деятельность по линии разломов была задокументирована с 1890-х годов. Каждый сегмент был оценен на предмет сейсмического риска, а также была рассчитана вероятность возникновения крупного землетрясения в течение тридцатилетнего периода, начиная с 1995 года.

## Последствия
В результате землетрясения сообщений о жертвах и разрушениях не поступало.